# Vilma Bobeck
Vilma Bobeck, född 5 januari 1998, är en svensk seglare som tävlar i 49erFX-klassen

## Karriär
Bobeck har tillsammans med Rebecca Netzler tagit silver i VM i segling år 2022 och 2024, år 2023 tog de hem VM-guldet. Vid OS 2024 tog Bobeck tillsammans med Netzler silver i 49er FX.